# Fabian Wiederstein
Fabian Wiederstein (* 10. Juni 1995) ist ein deutscher Handballspieler.

## Karriere

### Im Verein
Fabian Wiederstein kam 2013 mit 18 Jahren vom TV Plochingen zur HBW Balingen-Weilstetten 2 in die 3. Liga. Darauf wechselte er 2018 zum Drittligisten HSG Konstanz, mit dem er 2019 in die 2. Bundesliga aufstieg. Im Sommer 2021 kehrte er nach Balingen zurück und stand im Kader des Erstligateams. Nachdem er mit dem Verein 2022 in die 2. Liga abgestiegen war, wechselte er zum Zweitligisten SG BBM Bietigheim, mit dem ihm 2024 der Aufstieg in die Bundesliga gelang.

### In Auswahlmannschaften
Mit der deutschen Jugend-Nationalmannschaft gewann er 2013 die Bronzemedaille bei der U19-Weltmeisterschaft in Ungarn. Mit den Junioren wurde er bei der U20-Europameisterschaft 2014 in Österreich Europameister.